# Johnny Rogers
John Bernard Rogers Bakker (Fullerton, California, 30 de diciembre de 1963), más conocido como Johnny Rogers es un exjugador de baloncesto profesional de nacionalidad estadounidense y española cuya mayor parte de su carrera deportiva transcurrió en distintos clubes de Europa. Nacionalizado español, llegó a ser internacional absoluto con la Selección española y fue dos veces campeón de la Euroliga cuando militaba en las filas del Panathinaikos BC. Es actualmente director técnico del Club de Baloncesto Jovens L’Eliana, donde entrena y da clases a más de 300 niños y jóvenes del municipio.